# BMW Z3
BMW Z3 je nastao na modificiranoj platformi E36 3 serije, stražnji ovjes je preuzet iz E30 serije 3. S E36 serijom 3 dijeli i ostale stvari poput motora i mjenjača. 1999. godine je urađen facelift kad je dodan i coupe model karoserije.
BMW Z3 M najjači je model Z3 modela.

## BMW M Roadster
Z3 M je koristio tehniku M3 modela, od 1997. do 2001. godine motor u Z3 M modelu je 3,2 litreni redni 6 s 321 ks preuzet iz E36 M3 modela.
Od 2001. do 2002. godine ugrađivao se novi 3,2 litreni redni 6 s 325 ks, taj motor je detunirana inačica motora iz E46 M3 modela. Mjenjač je ručni s 5 stupnjeva prijenosa. Do 100 km/h ubrzava za 5,3 sekunde.

## BMW M Coupe
Coupe izvedba se pojavila godinu kasnije, tehničke stvari poput motora i mjenjača su jednake roadster modelu. Ubrzavao je do 100 km/h za 5,3 sekunde.